# 尤里·博伊科
尤里·阿纳托利耶维奇·博伊科（羅馬化：Yurii Anatoliiovych Boiko；1958年10月9日—），乌克兰政治人物。2012年至2014年曾擔任烏克蘭副總理一職，並於2006年至2007年及2010年至2012年間擔任能源部部長。除了擔任副總理期間外，他自2007年起持續擔任烏克蘭國會議員。
博伊科曾於2019年3月的總統選舉中參選，贏得該國東南部多個選區，但最終以4.28%的差距，未能晉級第二輪投票。從2004年至2025年，他被授予烏克蘭英雄稱號。博伊科被認為是烏克蘭政壇上推動與俄羅斯關係更為密切的主要支持者之一。他曾是現已被禁止的反對派政黨反对派平台—为了生活的領袖，於2019年7月的議會選舉中帶領該黨取得第二名的佳績，目前則擔任其繼任政黨生活與和平平台的負責人。在2022年俄羅斯入侵烏克蘭之後，他表達了反對立場，並因此調整了部分親俄政策，目前支持烏克蘭申請加入歐洲聯盟的計畫。

## 早年生活與教育
博伊科於1958年10月9日出生於顿涅茨克州的戈爾洛夫卡。1981年，他畢業於俄羅斯的門捷列夫化工大學，主修化學工程；2001年，他又自東烏克蘭國立大學取得工程與經濟雙主修學位。

## 早期職業生涯
自1981年起，博伊科從一名工廠現場主管做起，逐步晉升為魯比日內扎里亞化工廠的總經理。接著，1999年至2001年間，他擔任股份公司利西昌斯克石油化工合成廠（利西昌斯克煉油廠）的總經理；2001年8月至2002年2月期間，博伊科擔任股份公司烏克塔特納夫塔（克雷門丘克煉油廠）管理委員會主席。
2002年2月，博伊科被任命為國家控股公司乌克兰石油天然气公司的董事長，並領導該公司直到2005年3月。

## 政治生涯

### 亞努科維奇內閣時期
博伊科自2003年7月至2005年3月，在時任總理維克托·亞努科維奇的內閣中擔任烏克蘭燃料與能源部第一副部長。2004年7月底，他也被任命加入天然氣公司RosUkrEnergo的協調委員會。
2005年夏天，時任總統維克托·尤先科阻止了對博伊科的逮捕，當時博伊科因在任職乌克兰石油天然气公司期間涉嫌濫用職權而被調查。該逮捕令是由烏克蘭國家安全局主席亞歷山大·圖奇諾夫下令。
在2006年烏克蘭議會選舉中，博伊科當選為烏克蘭共和黨主席，該黨加入了選舉聯盟「Ne Tak!」，但未能通過法定的3%門檻，未成功進入議會。
2006年8月4日，博伊科被亞努科維奇任命為燃料與能源部長。他任職超過一年，於2007年12月18日因應即將舉行的議會選舉被免職，後來他作為地区党地區黨成員成功競選議席。

### 阿扎罗夫時期
2010年3月11日，博伊科再次由時任總理尼古拉·阿扎罗夫任命為烏克蘭燃料與能源部長。同年12月9日，由於烏克蘭中央行政機關體系重組，當時已是烏克蘭總統的亞努科維奇，因技術性調整免去博伊科原職，同時重新任命他為能源與煤炭工業部長。
2012年12月24日，博伊科升任為副總理，主管生態、自然資源、能源、煤炭工業及產業政策。2013年5月23日，太空產業也被納入他的職責範圍。

### 副總理任期後的職業生涯
2014年3月29日，地區黨大會決定支持博伊科的政治對手米米哈伊洛·多布金作為總統候選人，並於2014年4月7日，該黨政治委員會因內部紛爭將博伊科除名。博伊科隨後自行發起最後階段的總統競選，以對抗多布金，但僅獲得不到百分之一的選民支持。
在2014年烏克蘭議會選舉中，他再度當選議員，這次領銜反對派聯盟（Opposition Bloc）的選舉名單。
2018年11月9日，博伊科與政黨「为了生活」簽署合作協議，準備在2019年烏克蘭總統選舉及同年議會選舉中組成「反对派平台—为了生活」聯盟。但同日，反對派聯盟主要成員瓦迪姆·諾文斯基和鮑里斯·科列斯尼科夫聲稱該協議是博伊科的「個人提議」，而反對派聯盟尚未就與「为了生活」的合作做出決定。2018年11月17日，「反对派平台—为了生活」正式提名博伊科為2019年總統大選候選人。隨後於11月20日，反對派聯盟派系將博伊科除名，該黨聯合主席亚历山大·维尔库尔指控博伊科「背叛了選民的利益」。由於「反对派平台—为了生活」在2019年1月尚未完成政黨註冊，因此無法以該黨名義提名博伊科參選。因此，博伊科於2019年1月17日向烏克蘭中央選舉委員會提交文件，以無黨籍身份登記參選。在選舉中，博伊科以11.67%的得票率拿下第四名，僅落後現任總統彼得罗·波罗申科約4個百分點，波羅申科獲得第二名並與弗拉基米尔·泽连斯基共同晉級第二輪投票。數月後的議會選舉中，博伊科領導的「反对派平台—为了生活」以13.05%的得票率獲得第二名，成為主要反對黨。
儘管博伊科的政黨本身反對2022年俄羅斯入侵烏克蘭，但因其親俄立場，該黨於入侵後遭政府禁止活動。
在政黨被禁之後，博伊科開始調整多項親俄政策，並於之後組成了由前「反对派平台—为了生活」成員組成的新議會團體，名為「生活與和平平台」。
2024年12月，博伊科在社群媒體上發布影片，聲稱「激進分子」正在「拆毀紀念碑、改名城市、禁止人民說母語及參加自己選擇的教會」，此言論與俄羅斯的立場相似。隨後他又收回說法，澄清他認為俄羅斯總統弗拉基米尔·普京是戰犯。
2025年1月19日，烏克蘭總統弗拉基米尔·泽连斯基頒布法令，凍結了博伊科在烏克蘭的資產，並剝奪其烏克蘭國家榮譽獎章。

## 支持度
根據2019年烏克蘭議會選舉選舉前不久的資料顯示，博伊科是乌克兰总理的第二熱門人選，僅次於最終被任命的阿列克谢·贡恰鲁克。

## 個人生活
他已婚，與妻子維拉一起撫養六個孩子。博伊科喜歡打冰球、足球，也熱愛玩滑水與風浪板。